# Industria de guerra en Cataluña
La industria de guerra en Cataluña durante la Guerra civil española surgió por la falta de armas en el bando republicano, mediante la reconversión de la industria civil. Antes de 1936, Cataluña no disponía de industria bélica, rápidamente se tomó conciencia de la necesidad de producir armas.

## La situación de la Industria durante la Guerra
Después de las noticias del intento de golpe de Estado del 17 de julio de 1936, los trabajadores en Cataluña, espontáneamente, empezaron a apropiarse y a autogestionar la inmensa mayoría de las empresas industriales y comerciales, así como los servicios. 
La CNT durante los primeros días que siguieron al levantamiento, dio prioridad absoluta a la lucha contra los sublevados. A partir del 21 de julio, es decir, al día siguiente de la victoria sobre los sublevados, la prensa estaba llena de relatos sobre la nueva situación; “en todas partes, grupos de obreros armados procedieron a las incautaciones. Vestidos con sus monos, pañuelo rojo, o rojo y negro, al cuello, en la cabeza una boina o una gorra, con armas muy heteróclitas, entre las que predominaba el fusil Máuser, y mostrando cierto gusto por la exhibición y el espectáculo”. 
El recién creado Comité Central de Milicias Antifascistas de Cataluña puso al frente de su Departamento de Guerra a Juan García Oliver, que pide ayuda al Sindicato Metalúrgico de la CNT, que envía al hombre clave de este corto período de control industrial confederal. Se trata de Eugenio Vallejo, trabajador de la Hispano-Suiza que ya tenía responsabilidades, pues era delegado para incautaciones de instalaciones industriales del Comité de Milicias Antifascistas. Vallejo, inicialmente confeccionó un balance de situación y propuso un plan de producción de armamento. 
De manera paralela y clandestinamente, todas las organizaciones políticas, incluida la propia CNT, fabricaron y repararon armas de distinto calibre y granadas artesanales, y aunque tenían voluntad, poder,  medios y cualificación, desconocían la verdadera dimensión de la industria metalúrgica y química, ya que era la primera experiencia de autogestión industrial a nivel mundial. García Oliver era consciente de todos esos problemas que pudieron ser tratados en la entrevista que tuvo el 23 de julio con el teniente coronel Ricardo Jiménez de la Beraza, que en ese momento, y junto con otros militares leales a la república, trataban de recuperar documentación, máquinas y herramientas del destruido Parque de Artillería n.º 4 de San Andrés de Palomar. Durante todo ese período del 19 al 31 de julio, los talleres colectivizados y las fábricas incautadas produjeron armas portátiles, bombas artesanales y camiones, automóviles y autobuses protegidos, conocidos como "tiznaos"
En agosto de 1936 se crea la Consejería de Defensa de la Generalidad de Cataluña , y un día después, por decreto, se crea la Comisión de Industrias de Guerra (CIG) dirigida por Josep Tarradellas, el Consejero de Economía. 
La CIG estuvo formada o apoyada por personalidades llegadas del ámbito militar, sindical, industrial y político, los más destacados son: 
- Del ámbito militar: El coronel de artillería Ricardo Jiménez de la Beraza, el comandante Miguel Ramírez de Cartagena responsable de la aviación, Luis Arizon y Alfredo San Juan.
- Del ámbito sindical: Eugenio Vallejo Isla, trabajador anarquista de la Hispano-Suiza y Delegado para incautaciones de instalaciones industriales del Comité de Milicias Antifascistas).
- Del ámbito industrial: Francisco Salsas Serra, director de la Cros de Lérida, y Juan Deulofeu, ingeniero de La Maquinista.
- Del ámbito político: La Consejería de Gobernación y la de Finanzas, aportaron inicialmente representantes, como José Querós que había sido rector de la Universidad de Barcelona.

Las primeras actividades de la CIG son la incautación de la industria metalúrgica y química, base de toda producción armamentística, y el control de la fabricación clandestina de armas. Seguidamente la CIG creó las 15 fábricas de su titularidad. El ambicioso proyecto de Tarradellas que pretendía no sólo complementar la cadena de industrias bélicas, sino ser una inversión industrial de futuro para Cataluña; De modo que la Generalidad, en el pequeño espacio de poder que le dejaban los sindicatos, preparó un ejército y una retaguardia catalana. Para este esfuerzo de guerra se contó con el pacto entre los obreros y la burguesía industrial progresista catalana, CNT-ERC, donde la primera pone la mano de obra, y la segunda, la dirección y el conocimiento.
El 26 de septiembre Tarradellas fue nombrado Consejero Primero del Gobierno de Cataluña y la CIG pasa al departamento de Presidencia. Tarradellas llegó a acumular tres importantísimos cargos, el citado, la Consejería de Finanzas y la presidencia de la CIG. La CIG se organizaba de la siguiente forma: La estructura interna de la Comisión contaba con personal funcionario de la Generalidad de Cataluña, y en cada industria siguieron funcionando los Comités Obreros de Control, además, era asignado un Delegado Interventor para cada empresa colectivizada reconvertida para industria de guerra.
En 1937 hubo un cambio en el equilibrio de fuerzas con la llegada del PSUC y UGT a la Generalidad. La Comisión de Industrias de Guerra sólo controló, a partir de ese momento, las 15 fábricas de su propiedad. Y a partir de agosto del 1938 la República expropió las fábricas y la Generalidad de Cataluña no pudo intervenir en la producción.
El movimiento de las colectivizaciones afectó a todos los sectores de la industria catalana: en Cataluña fueron colectivizadas el 70 % de las empresas.
El 5 de febrero de 1939 con la caída de Gerona, terminó la ocupación de Cataluña por parte de los sublevados, y a partir de ese momento, las industrias pasaron a estar bajo control del nuevo gobierno franquista.

## Fábricas bajo el control de la Comisión de Industrias de Guerra

### Las 15 fábricas de la CIG
- F1- Badalona: de la antigua Unión Española de Explosivos. Se producía gasolina especial “Octanol” para aviación

- F2 –Bordeta (Barcelona), c/Parcerisa: Habilitada para la creación de explosivos. En agosto de 1938 dejó de pertenecer a la Generalidad de Cataluña.

- F3- Poblenou (Barcelona), c/ Llull: Se dedicaba a la carga de bombas de mano

- F4 - La Canya (La Garrotxa): Antigua papelera, que fue modificada para producir celulosa a través de esparto en lugar del algodón, demasiado caro, y que a partir de este se fabricaban explosivos como la trilita

- F5 - Queralps (Ripollés): En diciembre de 1936, fue adaptada una antigua fábrica de colorantes y materiales orgánicos para la producción de gases tóxicos. La fábrica quedó a cargo del químico Francisco Sánchez Mur hasta, que el 15 de julio de 1938 fue detenido bajo la acusación de sabotaje y pertenecer al POUM. Tras 18 meses, la fábrica aún no había iniciado la producción en serie. Según los planes iniciales, la F-5 debería haber producido de 2.550 a 4.000 kg de adamsita, de 1.350 a 2.000 de cloropicrina, de 2.000 a 3.500 de iperita y entre 1.600 y 2.600 kg de fosgeno. El 20 de septiembre de ese año, la instalación fue incautada por el Ministerio de Defensa, pasando a depender de la Subsecretaria de Armamento con la nueva denominación de F-64.

- F6 – Orís (Osona), La Mambla: Fue habilitada para la creación de gases tóxicos, se suspendieron los trabajos en febrero de 1937

- F7 – San Gervasio (Barcelona), c/ Denia: Antigua fábrica de pintalabios. Producía cartuchería. Fue uno de los éxitos de la CIG en la creación de balas

- F8 - Hospitalet de Llobregat, La Torrasa: Creación de cohetes de iluminación terrestre y antiaéreos y, más tarde, fabricación de bombas.

- F9 –San Andrés (Barcelona), c/ Niño: Fabricación de trilita

- F10 – Cardona y Suria (Bages), ca l’Aranyó y Minas: Fabricación de clorato de potasio y de bromo. La producción de la F10 fue escasa.

- F11 – Gramanet del Besós, c/Enrique Sanchís: Complejo de fábricas que se especializaron en explosivos como el fulminato de mercurio.

- F12 – Palau Sacosta (Gerona): antigua fábrica de tapones de botellas. Creación de cartuchería

- F13 - Gualba (Vallés Oriental): Producción de pólvora y de fulminatos.

- F14 –Sarriá (Barcelona), Las Escuelas Salesianas: Fabricación de armas ligeras como el fusil Mauser, cartucheria y el cargador “C”.

- F15 –Olot, Can Castanyer y Can Simon: Esta fábrica estaba formada por la concentración de la maquinaria de pequeños talleres de Olot, en una factoría en la calle Panyó. Producción de armas ligeras, cartucheria y granadas. A destacar el subfusil "Labora Fontbernat".

### Otras fábricas confiscadas
Además de las 15 Fábricas de la CIG, este organismo intervino en la producción de las grandes fábricas confiscadas, además de una gran red de talleres, pequeños y grandes, confiscados en su mayoría en agosto de 1936:
- La fábrica de Pirelli en Villanueva y la Geltrú, además de continuar en parte la producción habitual, fabricó máscaras antigás basadas en modelos italianos.
- La Cros en Badalona que producía abono y productos químicos.
- Las fábricas de Hispano-Suiza que aportaron vehículos tanto blindados como no blindados y motores de avión.
- Otras fábricas importantes confiscadas fueron: Fabricación Nacional de Colorantes y Explosivos, Sociedad Electroquímica de Flix, Unión Española de Explosivos, La Maquinista Terrestre y Marítima S.A., Material para Ferrocarriles y Construcciones S.A., Rivière S.A., Elizalde S.A., Metales y Platería Ribiera S.A., Francisco Lacambra S.A., G. De Andreis Metalgraf Española, etc. Además de otros talleres menores como el taller Bernat en Sant Sadurní de Anoia con la creación de vehículos blindados.

## Problemas en la industria de guerra catalana
Una vez, las fábricas estuvieron bajo el control de la CIG, esta fue consciente de la aparición de problemas en la creación de una industria de guerra catalana por las fechas de inicio retardadas o por la baja producción de algunas fábricas, debido a falta de energía, personal, financiación, materias primas insuficientes, etc. 
Para obtener las materias Primas, eran necesarias divisas que debían ser proporcionadas por el gobierno de la República. La Generalidad, intentó paliar esa carencia, agilizando los trámites de importación de maquinaria, creando la Sección de Importación, Aduanas y Tránsito.
Otro de los problemas importantes fue la falta de coordinación entre el gobierno de la República y la Generalidad de Cataluña por las tensiones en las competencias del control y los encargos a dichas fábricas.